# Februarflut 1825
Die Februarflut von 1825, in Deutschland auch Große Halligflut genannt, war eine Flutkatastrophe vom 3. bis 5. Februar 1825 an der gesamten deutschen, dänischen und niederländischen Nordseeküste sowie im unteren Weser- und Elbegebiet und deren Nebenflüssen, bei der etwa 800 Menschen ertranken und sehr schwere Schäden entstanden. An nahezu allen Orten wurden die bis dahin beobachteten Rekordwasserstände deutlich überstiegen; sie dürfte eine der schwersten Fluten der letzten Jahrhunderte gewesen sein.

## Entwicklung der Wetterlage
Obwohl zum Zeitpunkt der Sturmflut noch keine systematischen Wetterbeobachtungen durchgeführt wurden (diese setzen im Raum dann 1825 ein), geben zahlreiche Berichte ein recht gutes Bild über den Verlauf der Sturmwetterlage ab. Dabei werden Parallelen zur Sturmflutwetterlage vom 16./17. Februar 1962 sowie vom 24./25. November 1981 deutlich, die von einem Orkantief des Skandinavien-Typs hervorgerufen wurde. Zeitgenössische Chronisten heben unabhängig hervor, dass der die Sturmflut auslösende Orkan bei weitem nicht die Stärke des Orkans vom 15. November 1824 erreichte, dafür aber bemerkenswert lange andauerte und teilweise bei zwei Tiden hintereinander ähnlich hohe Wasserstände hervorrief. Die vorausgegangene Novemberflut übertraf dieses Hochwasser um etwa 2 bis 5 Fuß (1 bis 1½ m).
Der Winter 1824/25 war außerordentlich milde und stürmisch gewesen. Bereits am 31. Oktober, 3. November, 15. November und 21. Dezember 1824 war es zu Stürmen und Sturmfluten gekommen, die bereits zu zum Teil schweren Schäden an den Deichen auf den Inseln und Halligen führten. Dabei wurde mit der Sturmflut vom 15. November ein erster Höhepunkt erreicht. Die stürmische Westwindwetterlage setzte sich danach bis zum 3. Januar 1825 fort. Nach dem Sturm vom 3. Januar 1825 setzte eine deutliche Wetterberuhigung ein.
In den Abendstunden des 2. Februar 1825 wurde das Gebiet von einem Regengebiet erfasst. Gleichzeitig mit seinem Durchzug kam es in der Nacht zum 3. Februar zu einer starken Windzunahme. Nach Durchzug des Regengebiets erfolgte in den Nachmittagsstunden eine Winddrehung nach Westen, bevor in den frühen Abendstunden des 3. nach Durchzug der Kaltfront der Wind nach Nordwesten sprang. Mit Drehung des Windes auf nordwestliche Richtung wurde der Sturm von schweren Gewittern, Hagelschauern und Orkanböen begleitet. Der Sturm flaute erst am 4. Februar ab. Unglücklicherweise fiel die Sturmspitze aber genau auf den Märzvollmond des Jahres (3. Februar), also mit der lunaren Springflut zusammen.
Nachdem man von der Mitte bis zum Ende des 18. Jahrhunderts an der Nordsee die Deiche erheblich verstärkt hatte, war „keine erhebliche Ueberschwemmung des Landes mehr“ vorgekommen. Bis zum Eintritt der Februarflut 1825 hatten die Küstenbewohner geglaubt, „nun unter dem Schutze ihrer hohen Uferdämme ruhig und gesichert leben zu können“. Daher sowie aufgrund des über fünf Stunden anhaltenden Höchststandes vermutete man, das Hochwasser sei durch ein Erdbeben ausgelöst worden. Hierfür gibt es jedoch aus heutiger Sicht keine Anhaltspunkte. Bis zur Februarflut galt die Weihnachtsflut 1717 als die höchste bekannte Sturmflut.
Am 27. November des Jahres folgte in Dänemark eine weitere sehr schwere Flut, die teilweise höher auflief als das Februarereignis.

## Verlauf der Tide

### Probleme bei der Betrachtung der überlieferten Wasserstände
Über den Verlauf und die Höhe der Sturmflut vom 3./4. Februar 1825 geben die zahlreichen Hochwassermarken sowie die Aufzeichnungen von Augenzeugen Auskunft. Systematische Pegelaufzeichnungen mit automatischen Schreibpegeln gab es noch nicht, wohl aber an einigen Orten Lattenpegel. Die auch in amtlichen Berichten genannten Höchstwasserstände beruhen deshalb vielerorts auf Schätzungen. Ungeklärt ist auch, inwiefern die Nichtberücksichtigung des Wellenauflaufs an den Deichen und Wurten zu einer Fehleinschätzung des tatsächlichen Wasserstandes führte. Dass die überlieferten Wasserstandangaben teilweise fehlerbehaftet und kritisch zu hinterfragen sind, hat bereits Arends in seinem 1826 veröffentlichten Bericht hervorgehoben und dabei auch auf den ungewöhnlich schweren Seegang während der Sturmtide verwiesen. Eine weitere Schwierigkeit bei der Beurteilung der überlieferten Wasserstände stellt der Umstand dar, dass im betroffenen Gebiet noch nicht das metrische Maßsystem eingeführt worden war und die Chronisten unterschiedliche, regionale Fußmaße verwendeten.
A. B. Hollmann’ berichtet, dass aufgrund des schon seit den Nachtstunden des 3. Februar herrschenden Sturmes das Mittagshochwasser an der oldenburgischen Küste deutlich erhöht war. Der weiter anhaltende Sturm verhinderte ein deutliches Ablaufen des Wassers und bewirkte eine signifikante Verkürzung der Ebbzeit. Mit beginnender Flut wurde an allen Orten an der Nordseeküste ein sehr schnelles Ansteigen des Wasserstandes beobachtet. Bereits zwei bis drei Stunden vor Eintritt des astronomischen Tidehochwassers waren die Kronen der Hauptdeiche sowie die Häuser auf den Hauswurten der Halligen erreicht und wurden überflutet. Dabei wurden die Deiche schwer beschädigt und brachen. Am Mittag des 4. Februar folgte der nächtlichen Katastrophentide eine weitere, sehr stark erhöhte Nachtide, die in einigen Gebieten ähnliche Höhen wie das vorangegangene Abend- und Nachthochwasser erreichte und für die schwer beschädigten Deichabschnitte verheerende Folgen hatte.

### Erreichte Höchstwasserstände
Aufgrund verschiedener Untersuchungen und Berechnungen ist es gelungen, für einige Orte an der deutschen Nordseeküste sowie im Elbegebiet die bei der Sturmflut erreichten Höchstwasserstände zu rekonstruieren. Bezogen auf NN wurde in Emden ein Höchstwasserstand von +4,65 m, auf Wangerooge ein Höchstwasserstand von +4,36 m, in Wilhelmshaven von +5,03 m, in Bremerhaven von +5,04 m sowie in Cuxhaven von +4,65 m erreicht. Bezogen auf die Differenz des eingetretenen Sturmflutwasserstands zum tatsächlichen mittleren Tidehochwasser lagen die bei der Sturmflut erreichten Wasserstände in Emden, Wangerooge und Wilhelmshaven mit 3,65 m (Emden), 3,33 m (Wangerooge) und 3,73 m (Wilhelmshaven) deutlich über denen, die bei der Februarsturmflut 1962 sowie der ersten Januarsturmflut 1976 erreicht wurden.

## Schäden
Ähnlich wie bei der Weihnachtsflut 1717, der Sturmflut 1962 oder der Hollandsturmflut 1953 traf auch die Februarsturmflut 1825 die Nordseeküste unmittelbar nach einer längeren politischen und wirtschaftlichen Krisenzeit. Auf Grund der Kriegswirren infolge der französischen Revolution, der napoleonischen Besetzung, der Kontinentalsperre sowie damit einhergehenden Wirtschaftskrise waren Küstenschutz und Deichbau über Jahrzehnte vernachlässigt worden. Die Sturmflut des Jahres 1825 traf auf unzulänglich instand gehaltene und infolge der vom 31. Oktober 1824 bis 3. Januar 1825 andauernden Sturmserie bereits vorgeschädigte und durchweichte Deiche. Nur dort, wo die Deiche instand gehalten worden waren, hielten sich die Schäden in Grenzen. Als Schwachpunkte ersten Ranges erwiesen sich bei der Sturmflut neben unzureichenden Deichhöhen und zu steilen Innenböschungen Anlagen auf und am Deich wie Deichscharte und Siele sowie auf und am Deich stehende Gebäude. Auf den Halligen und in den nicht von Deichen geschützten Bereichen wie Flussinseln erwies sich die Höhe der Wurten für den Schutz der Menschen vor dem hohen Wasserstand und dem Seegang als vollkommen unzureichend.
Der Brockhaus (von 1836) berichtet, dass die Anzahl der Opfer vergleichsweise gering war, indem „viele sich retten konnten, weil in der Nacht der ersten Sturmflut Mondschein war und die zweite bei Tage kam.“

### Dänemark
In der dänischen Monarchie waren die Nehrung des Limfjords an der jütländischen Westküste sowie das schleswigsche Wattenmeer und die holsteinische Elbmarsch betroffen.

#### Nordwestjütland
An der dänischen Westküste durchbrach die Flut die Landzunge Agger Tange zum Limfjord hin und schuf so den Agger-Kanal. Seit diesem Tag bildet der Nordteil des dänischen Festlandes, bestehend aus Thy, Han Herred und Vendsyssel, die zweitgrößte dänische Insel Vendsyssel-Thy. Der Agger-Kanal ist zwar zwischenzeitlich bis auf Reste wieder versandet, jedoch hat eine weitere Sturmflut im Jahre 1862 etwas weiter südlich einen weiteren Durchbruch verursacht, der bis heute als Thyborøn-Kanal durch Ausbaggerung bewahrt wird und dafür sorgt, dass Vendsyssel-Thy eine Insel bleibt. An der südlichen Nehrung wurden im 20. Jahrhundert der Hafen und die Siedlung Thyborøn errichtet. Die beiden Nehrungen werden durch Höften und umfassende Sandvorspülung geschützt.

#### Nordfriesland
Am schwersten betroffen waren die Halligen sowie Pellworm, das vollständig überflutet wurde. Hier war es schon bei den Sturmfluten im Herbst 1824 zu schweren Schäden gekommen. Schwere Schäden gab es auch auf Sylt, wo es nicht nur bei Rantum zu schweren Dünenabbrüchen kam, sondern das auch von der Wattseite her vollständig überflutet wurde. Ein im Jahre 1821 erbauter Seedeich bei Westerland wurde restlos zerstört. Im besonders schwer von der Flut betroffenen Rantum drang das Wasser in 100 Häuser ein, 15 davon wurden zerstört. Die Bevölkerung rettete sich in die angrenzenden Dünen.
Ähnlich schwere Schäden entstanden auf Amrum. Auf Föhr brach der Deich an insgesamt 5 Stellen, was zu einer vollständigen Überflutung der Insel führte. Dabei kamen 2 Menschen ums Leben, es gab sehr hohe Viehverluste und schwere Sachschäden.
Am schwersten betroffen waren jedoch die Halligen. Auf Grund unzureichend hoher Warften und des außergewöhnlich hohen Wasserstandes gerieten hier die Häuser rasch in den Brandungsbereich. Von insgesamt 339 Häusern auf den Halligen wurden 79 durch Wellenschlag völlig zerstört und 233 unbewohnbar. Auf Hooge kamen 28 Menschen ums Leben, auf Nordmarsch und Langeneß 30, sowie auf Gröde 10. Auf Südfall wurden alle 5 Häuser zerstört und alle 12 Bewohner getötet. Die Hallig Galmsbüll, deren Bewohner zu Beginn des 19. Jahrhunderts aufs Festland umgesiedelt waren, und einige kleinere unbewohnte Halligen gingen unter.

„Nach einer tabellarischen Uebersicht des durch die Sturmfluth vom 3. Februar verursachten Schadens und Zustandes der Pellwormer Halligen in Schleswig betrug der Menschenverlust an Ertrunkenen 74; weggezogen sind 231, nachgeblieben 629 Personen; davon sind mit Lebensmitteln zu versorgen 199, und 87 müssen vielleicht noch wegen Mangel an Obdach die Gemeinen räumen. 79 Häuser sind ganz verschwunden; 233 unbewohnbar geworden, und nur 27 bewohnbar geblieben, aber auch mehr oder weniger beschädigt. Der Verlust an Vieh beläuft auf 181 Kühe und 1475 Schafe, das Ganze des Schadens auf 580.740 Mark.“

#### Holsteinisches Elbegebiet

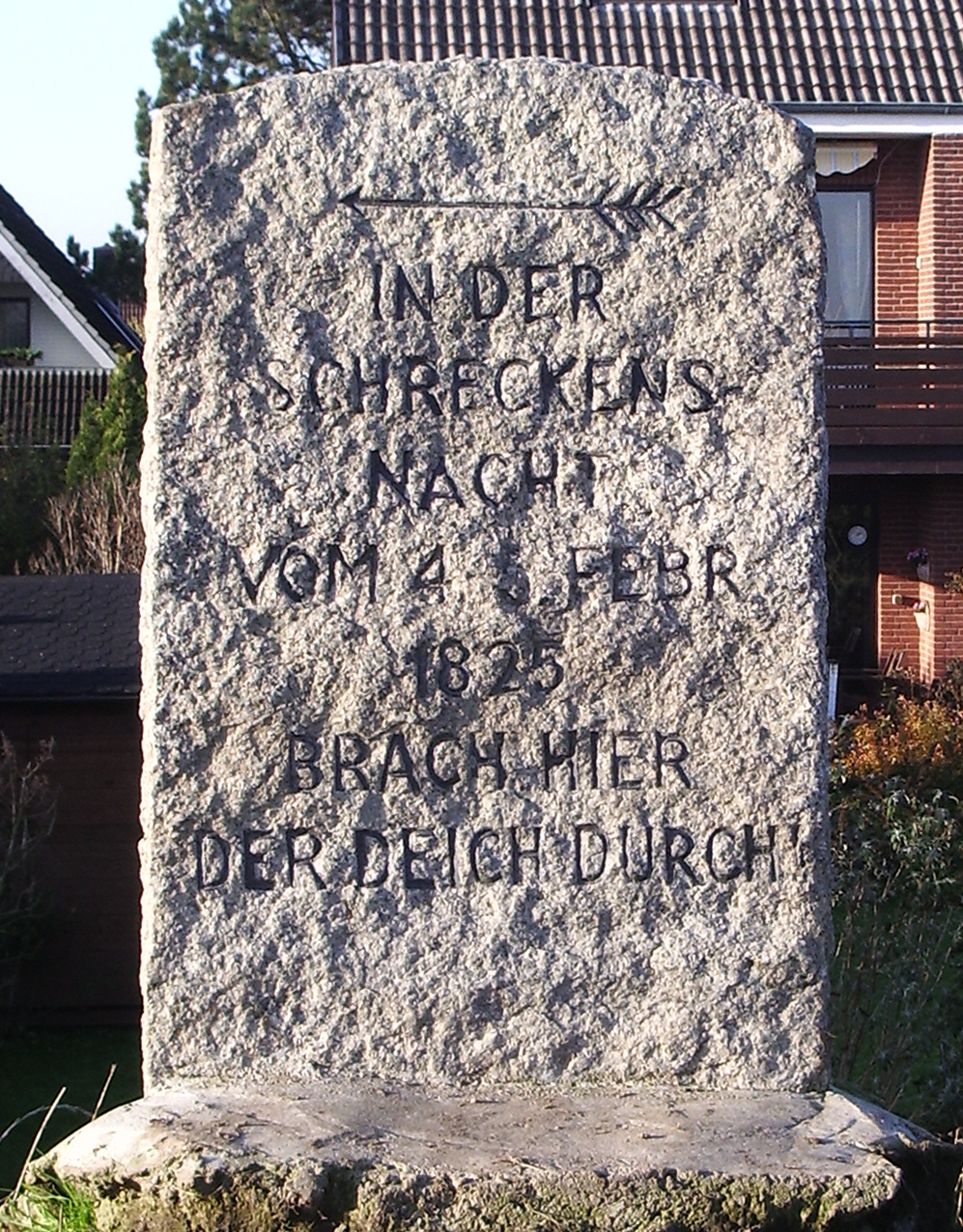
Gedenkstein an den Deichbruch in Hetlingen

In der Haseldorfer Marsch brach der Elbdeich an mehreren Stellen bei Haseldorf, Haselau und Hetlingen, so dass sie meterhoch überflutet war. Neuendeich wurde so hoch überflutet, dass „die Häuser im Felde nur eben mit dem Dache aus den Fluten hervorragen“. In den anderen Gemeinden wurden „Häuser furchtbar zerstört, zum Teil auch weggerissen“. In Hetlingen bildete sich durch den Deichbruch eine große Brack. In Haselau wurde die Hl. Dreikönigskirche zentraler Zufluchtsort, aber es fehlte an Lebensmitteln, die erst nach Tagen dort eintrafen. Am 6. Februar „fand man in einem Hause der Haselauer Gemeinde beim alten Deich an der Elbe 40 vor Hunger ermattete Menschen“. Viel Nutzvieh ertrank in den Fluten.

### Hamburg

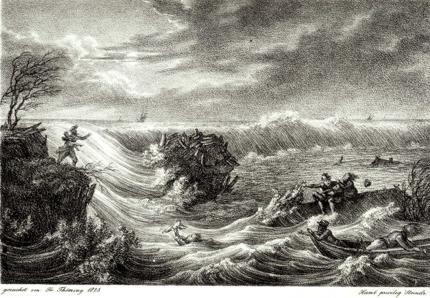
Bruch des Stadtdeichs vor Hamburg

Bruchstelle des Stadtdeichs vor Hamburg

Die Stadt Hamburg wurde in ihren tiefergelegenen Teilen vollständig überflutet, knapp ein Drittel der Bewohner war von der Flut betroffen. Vom Hamburgischen Landgebiet waren neben dem damaligen Amt Ritzebüttel und Neuwerk besonders Moorburg sowie Finkenwerder betroffen; letzteres wurde vollkommen überflutet, zwei Personen starben. Auf Neuwerk führte die Flut zur Forderung nach einer Inselschule, da die Bauern um die Zukunft ihrer Höfe fürchteten.

### Niedersachsen und Bremen
Für die niedersächsische Nordseeküste liegt der detaillierte Bericht von Fridrich Arends vor, der im Jahre 1826, ein Jahr nach der Flutkatastrophe, veröffentlicht wurde. Einen weiteren, die Herrlichkeit Kniphausen sowie die Erbherrschaft Jever betreffend, legte der Oldenburger Amtmann A.B. Hollmann im Jahre 1857 vor.

#### Niedersächsische Nordseeküste
Außerordentlich schwer von der Sturmflut betroffen waren die während des Sturmes im Luv liegenden Deiche der Krummhörn und dem dazugehörigen Amt Greetsiel. Obwohl die Schäden an Feldern und Gebäuden signifikant waren, kamen bei der Flut vergleichsweise wenige Menschen ums Leben. So ertranken in Greetsiel, das zum Zeitpunkt der Flut mehrere hundert Einwohner zählte, zwei Menschen. Im Raum Manslagt, Pilsum und Greetsiel wurde der Seedeich fast völlig überströmt, es entstanden zahlreiche Kappstürze und Deichbrüche. Greetsiel wurde bereits in den Abendstunden völlig überflutet, es entstanden dabei auch schwere Schäden an den Gebäuden. Die zahlreichen Anlagen und Gebäude im und am Deich führten letztendlich zu einem Bruch des Hauptdeiches an insgesamt acht Stellen. Auch das Siel konnte den anstürmenden Wassermassen nicht standhalten und wurde zerstört, so dass das Wasser ungehindert in das Greetsieler Binnentief strömen konnte. Weitgehend zerstört wurden die Deiche am Grimersumer Polder und am Hagenpolder. Hier brachen die Deiche an insgesamt 51 Stellen.
Im Bereich des damaligen Amtes Norden entstanden an den Deichen schwerste Schäden; insgesamt kam es hier zu 57 Deichbrüchen, dazu viele Kappstürze. Ebenso wurden Siele zerstört. Teilweise wurden auch die hinter den Sommerdeichen befindlichen Hauptdeiche schwer beschädigt oder zerstört. Besonders verheerend wirkte sich hierbei die zweite Tide am Vormittag des 4. Februars aus, die hier das Nachthochwasser teilweise an Höhe noch übertraf und die auf bereits völlig gefüllte Polder traf. Insgesamt kamen im Bereich des damaligen Amtes Norden 310 Menschen ums Leben. Dazu kamen sehr hohe Sachschäden sowie sehr hohe Viehverluste.
Durchgehend fast völlig zerstört wurde der Sommerdeich zwischen Norddeich und Neßmersiel; auch der dahinter liegende Hauptdeich wurde zum Teil schwer beschädigt. Es kam hier zu Deichbrüchen. Lediglich der Deich vor dem Neßmersieler Osterpolder hielt den Fluten stand. Durch die Deichbrüche wurde auch der im Binnenland liegende Ort Berum überflutet.

„Am 3ten und 4ten d. haben wir hier eine Sturmfluth gehabt, welche an Höhe die fürchterliche Weihnachtsfluth von 1717 noch weit übertraf. Die Seefluth stürzte am 3ten schon über alle unseren hohen, mit so großen Kosten angelegten und unterhaltenen See- und Flußdeiche, wühlte die innere Seite der Deiche aus und brach solche an sehr vielen Stellen, in Strecken von 260 bis 380 Fuß Länge, durch. Eine große Menge Rindvieh und Pferde sind im Wasser umgekommen, doch haben sich die Menschen noch gerettet; nur in der Stadt Emden und auf den Siehlen an der Küste, wo fast alles überschwemmt wurde, so wie auch in dem Flecken Greetsyhl, sind Häufer eingestürzt und Menschen umgekommen. Der Verlust Ostfrieslands an Deichen etc. und in der Stadt Emden ist noch nicht zu übersehen, da alles mit Rapssaat und Winterfrüchten bestellte Land so wie fast Viehfutter und alle Früchte in den Höfen und Scheunen, welche nicht besonders hoch stehen, durch das Seewasser verdorben sind.“

#### Ostfriesische Inseln
Auf Borkum kam es im Westen zu großen Dünenabbrüchen; im Südwesten entstand ein großer Dünendurchbruch. Der Deich des damals noch nicht mit dem westlichen Teil der Insel verbundenen Ostlandes brach, so dass dort die gesamte landwirtschaftlich genutzte Fläche überflutet wurde.
Auf Juist kam es ebenfalls zu großen Dünenabbrüchen im Westen der Insel. Diese führten zur Bildung von insgesamt vier Dünendurchbrüchen im Westen der Insel. Im Dorf selber wurden mehrere Häuser überflutet und zerstört.
Während auf Norderney nur geringe Schäden entstanden, war die Lage auf Baltrum katastrophal. Hier kam es nicht nur zu einem dramatischen Dünenverlust im Westen, sondern außerdem zu einem großen Dünendurchbruch in der Mitte der Insel. Von den 14 Häusern, die vor der Flut auf der Insel standen, wurden 11, vor allem durch Treibgut, das von einem gestrandeten Schiff stammte, zerstört. Die Bewohner konnten sich jedoch rechtzeitig in den hochgelegenen Dünen in Sicherheit bringen. Die Zerstörungen der Dünen im Bereich des damaligen Westkopfes von Baltrum waren so schwerwiegend, dass der dort gelegene Ort nach Osten verlegt werden musste.

#### Emsgebiet
Im Gebiet der Ems und des Dollarts richtete die Sturmflut schwere Schäden an. Es kam zu zahlreichen Deichbrüchen und großflächigen Überflutungen. Am schwersten betroffen war dabei Emden.
Dort drang das Wasser gegen 19 Uhr, rund eine Stunde nach dem astronomischen Tideniedrigwasser vom Ratsdelft aus in die weitgehend nicht geschützten Stadtteile ein. Dabei wurden Steigegeschwindigkeiten von 2 cm pro Minute beobachtet. Die Hochwasserschutzanlagen der geschützten Stadtteile erwiesen sich als vollkommen unzureichend. Sie wurden entweder überflutet oder stürzten auf Grund baulicher Mängel ein. Die Schäden des Nachthochwassers wurden durch das ebenfalls sehr hoch auflaufende Mittagshochwasser, das zu einer erneuten Überflutung der Stadt führte, noch vergrößert. Durch glückliche Umstände kam in Emden trotz der sehr schweren Schäden an Deichen, Deichmauern, Straußen und Gebäuden sowie großen Viehverlusten nur eine Person ums Leben.
Am Dollart brach der Deich des Heinitzpolders an insgesamt vier Stellen. Dabei wurde nicht nur der gesamte Polder  überflutet und alle dort befindlichen Gebäude schwer beschädigt, auch am rückwärtigen Deich der zweiten Deichlinie kam es zu schweren Schäden; dabei wurde ein Deichschart zerstört, so dass sich die Flut ins Rheiderland ergoss. Schwere Schäden entstanden auch am Seedeich bei Pogum. In Ditzum wurde der gesamte Ort mit Ausnahme der Kirche und einiger daran grenzender Häuser überflutet.
Auch an den Emsdeichen oberhalb Emdens bis weit oberhalb Papenburgs kam es zu schweren Schäden und zahlreichen Deichbrüchen. Weite Teile der Emsmarsch sowie die dahinter gelegene Moormarsch wurden überflutet. Dabei entstanden an den Ländereien schwere Schäden durch Übersandung der landwirtschaftlich genutzten Flächen und Verschlammung der Entwässerungsgräben. Besonders schwer betroffen war u. a. Leerort an der Ledamündung. Dort durchbrach das Wasser das in einem unzureichenden Bauzustand befindliche Deichschart an der damaligen Emsfähre. Dies führte zur Überflutung des gesamten Ortes. Bis auf eine Person konnten alle Bewohner gerettet werden. Auch oberhalb der Ledamündung kam es an den Emsdeichen zu schweren Schäden. Hier brachen die Deiche u. a. bei Weener, Süderhammrich sowie an der Mittling gegenüber gelegenen Deichstrecke.

#### Gebiet von Leda und Jümme
Im bereits im Herbst 1824 von schweren Überschwemmungen heimgesuchten Gebiet von Leda, Jümme und Sagter Ems kam es zu schweren Schäden an den Deichen und großflächigen Überflutungen, die bis in die oldenburgischen Gebiete im Ammerland und ins Saterland reichten. In Apen, Rhauder-Osterfehn und Westerfehn und Langholt drang das Wasser in die Häuser. Glimpflicher kam die Hafenstadt Leer davon. Hier kam es auf Grund der Höhenlage der Stadt lediglich in den tiefer gelegenen Gebieten zu kurzzeitigen Überflutungen.
Insgesamt brachen im Ledagebiet an 12 Stellen die Deiche, unter anderem bei Esclum, Resse, Tjaleger, Osterhammrich, der Herrlichkeit Evenburg sowie beim Loger Siel; dazu kamen unzählige schwere Schäden, wie Kappstürzungen und Böschungsrutschungen. Der Deich zwischen Detern und Holtgast wurde durch die Sturmflut völlig zerstört. Zerstört wurde auch das Deichschart an der damaligen Ledafähre südlich von Leer. Hier hatte auch eine rechtzeitige Sicherung des Schaarts nicht die Zerstörung verhindern können.

#### Wesergebiet
Im Gebiet der Unterweser wurde der Deich am linken Weserufer zwischen Blexen und Großensiel auf einer Länge von fast 15 km auf Grund seiner unzureichenden Höhe überströmt. Dabei entstanden am Deich schwere Schäden infolge des Abrutschens der Innenböschung, die sich zu Kappstürzen ausweiteten. Südlich von Blexen kam es zu drei Deichbrüchen, zwei weitere entstanden im Raum Nordenham. Allein in Blexen kamen durch die Flut 13 Menschen ums Leben, es entstanden sehr hohe Schäden an den Gebäuden und es kam zu hohen Verlusten beim Vieh. Infolge großflächiger Überflutungen wurde die Saat auf den Äckern zerstört. Besonders betroffen waren dabei die niedrig gelegenen Sielländer, auf denen das Wasser mehrere Wochen stand.
Im südlich vom damaligen Amt Blexen gelegenen Amt Rodenkirchen kam es ebenfalls zu schweren Schäden an den Deichen, die auf Grund ihrer unzureichenden Höhe an vielen Stellen überflutet wurden. Neben zahlreichen Kappstürzen kam es hier zu insgesamt neun Deichbrüchen, der größte davon am Abser Siel. Auch im Amt Rodenkirchen wurde die Marschgebiete großflächig überflutet. Menschenleben waren jedoch nicht zu beklagen, es entstanden aber erhebliche Viehverluste und sehr hohe Sachschäden.
Im Stadtgebiet Brakes gelang es, die Schleuse zu halten und ein Zerbrechen der Tore zu verhindern. Bei der Ortschaft Käseburg kam es jedoch zu zwei Deichbrüchen, bei Hammelwarden und Fünfhausen kam es zu großen Kappstürzen. Auch hier wurde das gesamte Hinterland überflutet, die niedrig gelegenen Ländereien westlich von Brake standen zum Teil über mehrere Wochen unter Wasser.
In Elsfleth hielten die Deiche an der Weser bis auf einen Kappsturz, bei dem zwei Menschen in den unmittelbar am Deich stehenden Häusern ums Leben kamen, weitgehend stand. Schwerwiegend waren hier die Deichbrüche am Huntedeich in Altenhuntorf, die zu großflächigen Überflutungen der Marschländereien führten. Oberhalb der Huntemündung kam es am westlichen Weserufer im Raum Warfleth zu schweren Schäden am Deich. Bei Bardenfleth brach der Deich an zwei Stellen. Ein weiterer Deichbruch entstand am Huntedeich bei Dreisielen, so dass es im Stedinger Land zu weitreichenden Überflutungen kam.
Während am östlichen Weserufer im damals hannoverschen Amt Blumenthal auf Grund der Lage auf dem Geestrücken keine großen Schäden entstanden, kam es nördlich davon bei Sandstedt, Offenwarden und Rechtenfleth zu großen Deichbrüchen und schweren Schäden an den Deichen. Auf Grund der günstigen Höhenlage der Orte wurden diese jedoch nicht oder nur zu einem kleinen Teil überflutet. Hier waren lediglich landwirtschaftlich genutzte Flächen von der Überflutung betroffen. Schwere Schäden entstanden jedoch an den in niedrig gelegenen Gebieten gelegenen Gebäuden.
Im Bereich des damals zu Oldenburg gehörenden Landwührdens kam es auf Grund der unzureichenden Höhe der Deiche zu schweren Schäden. Die Sturmflut forderte hier 13 Menschenleben. Insgesamt wurde der Weserdeich in Landwührden auf einer Länge von ca. 12 km nahezu vollständig überflutet, was zu 13 schweren Kappstürzen bzw. Deichbrüchen führte. An den an den Deichen stehenden Häusern entstanden schwerste Schäden. Besonders schwer betroffen war auch die nicht von Deichen geschützte Luneplate. Hier wurde ein Gehöft auf Grund der unzureichenden Höhe der Wurt völlig zerstört, es entstanden große Viehverluste und sehr hoher Sachschäden.

#### Ostegebiet

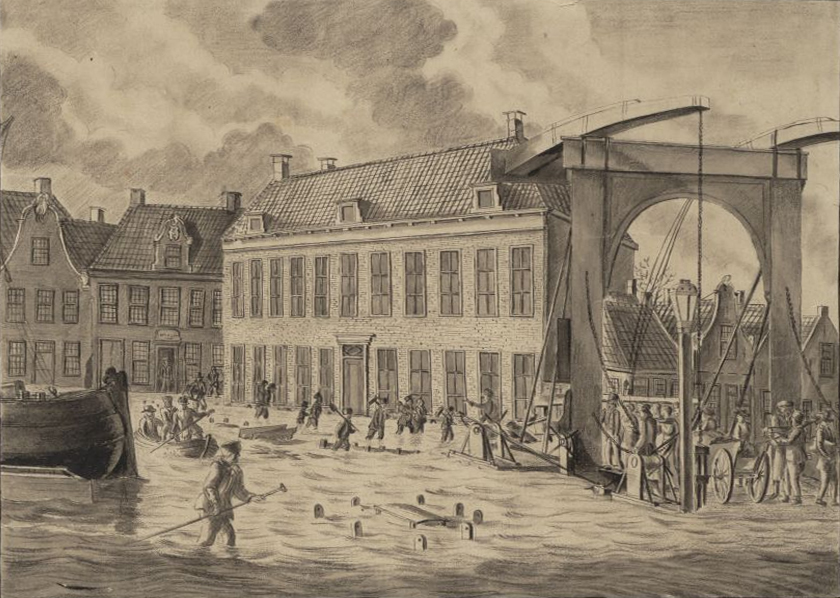
Hochwasser in Lemmer (IJsselmeer)

Im Flussgebiet der Oste entstanden an den Deichen schwere Schäden; durch die Überflutungen wurden zahlreiche Gebäude zerstört bzw. schwer beschädigt. Erschwerend kam hinzu, dass die Deiche oberhalb von Oberndorf bereits durch die Sturmfluten im November 1824 zum Teil schwer beschädigt worden waren und nicht bis zur Februarsturmflut rechtzeitig repariert werden konnten.
Zwischen Neuhaus und Geversdorf wurden die Deiche beidseitig des Flusses überströmt, was zu schweren Schäden und zahlreichen Kappstürzen führte. Schwer betroffen war auch der Fährort Geversdorf. Auf Grund seiner unzureichenden Höhe brach der Deich zwischen Geversdorf und Bentwisch an 13 Stellen. Dabei kamen vier Menschen ums Leben. Im Flussabschnitt zwischen Bentwisch und Oberndorf brachen die Deiche beidseitig des Flusses an acht Stellen. Dies führte dazu, dass die Marschen und die Orte Osten und Himmelpforten nach dem Bruch eines Flügeldeichs von der rückwärtigen Seite her überflutet wurden. Im Flussabschnitt zwischen Osten und Bremervörde kam es ebenfalls zu Deichbrüchen und Kappstürzen, die hier Überflutungen hervorriefen, die bis an den Geestrand reichten. Aufgrund der hohen Lage der Siedlungen hielten sich die Schäden jedoch in Grenzen.

### Niederlande
In den Niederlanden war die Februarflut die größte Naturkatastrophe des 19. Jahrhunderts. Die meisten Toten und höchsten Schäden gab es in Groningen, Friesland und Overijssel. Die Reaktionen auf nationaler Ebene waren durchaus mit denen anlässlich der Flutkatastrophe von 1953 zu vergleichen; dennoch war das Ereignis mit dem Beseitigen der Schäden schnell vergessen und hatte keine politischen oder bautechnischen Konsequenzen. Es bedurfte der Katastrophe von 1953, um den Deltaplan zu verfassen und den Küstenschutz deutlich zu verbessern.